# Cykloalkiny
Cykloalkiny – grupa organicznych związków chemicznych, cyklicznych analogów alkinów. Są zbudowane z łańcucha węglowego tworzącego pierścień oraz co najmniej jednego wiązania potrójnego między tymi atomami. Szereg homologiczny cykloalkinów ma wzór ogólny CnH2n−4.

## Trwałość
Ze względu na liniowy charakter jednostki C−C≡C−C, szkielet cykloalkinów jest silnie naprężony, co sprawia, że cykloalkiny o niższej liczbie atomów są bardzo nietrwałe ze względu na uwarunkowania geometryczne cząsteczek.
Najmniejsze wyizolowane cykloalkiny to cyklooktyn (C8H12) i tetrametylocykloheptyn. Niepodstawiony cykloheptyn ma okres półtrwania ok. 1 h w temperaturze −78 °C, natomiast cykloheksyn został jedynie wychwycony w matrycy w −100 °C i zbadany spektroskopowo. Po ogrzaniu do temperatury pokojowej można było wyizolować jedynie produkt jego trimeryzacji – dodekahydrotrifenylen:
Niższe cykloalkiny są wytwarzane in situ i szybko ulegają dalszym reakcjom. Możliwe jest jednak uzyskanie ich w formie stabilnych kompleksów z metalami, np. cyklobutynu z osmem. Cyklopropyn, c-C3H2, występuje powszechnie w przestrzeni międzygwiazdowej, na Ziemi został wytworzony i obserwowany technikami MS.